# Моргунов, Сергей Александрович
Сергей Александрович Моргунов (род. 24 ноября 1981, Воскресенск, Московская область) — российский хоккеист, защитник, тренер.

## Биография
Воспитанник воскресенского «Химика». Большую часть карьеры провёл в командах первой, второй и высшей лигах (второй — четвёртый уровень) российского хоккея «Химик-2» (1999/2000 — 2002/03), «Рязань» (1999/2000 — 2000/01, 2006/07), «Химик» (2000/01), «Корд» Щёкино (2001/02 — 2002/03), «Велком» Истра (2003/04 — 2004/05), «Дмитров» (2004/05), «Дмитров-2» (2005/06), «Рязань-2» (2007/08). В сезоне 2005/06 провёл 41 игру за клуб чемпионата Белоруссии «Витебск».
Тренировал юношеские команды «Химика». С 1 декабря 2021 года — тренер в команде «АКМ-Юниор». С 16 января 2022 года до конца сезона — главный тренер команды. С 31 октября по 2 ноября 2023 года входил в тренерский штаб команды ВХЛ АКМ. После окончания сезона с 1 марта до 15 мая 2023 года был исполняющим обязанности главного тренера «АКМ-Юниор». Также был и. о. главного тренера с 19 по 30 сентября 2024 года, в этом качестве провёл один матч — против «СКА-1946» (3:7).